# 北京守望教会
北京守望教会是位于北京的基督新教中大型家庭教会。前任主任牧師是金天明。
守望教会主要在教会成员的家里或者租赁的会议室举行礼拜。其他的活动包括40个查经小组、唱诗班、圣经学校等。守望教会的成员多数是中产阶级或者知识分子，包括教授、医生、博士、律师、学生，甚至党员。

## 历史
这个教会由清华大学本科毕业生金天明在1993年创建。从创建至今，该教会人数从当初的10人，增长到1000人（2011年6月）。
1993年创建之初，教会由金天明夫妇带领在其家中聚会。1994年搬迁至清华大学西门附近。1997年，教会在海淀黄庄附近租用了一间地下室，并取得了快速发展，举办了多次数百人规模的圣诞音乐会等活动。
2002年，金天明正式被按立为教会的牧师。同时期教会通过建立和扩展团契的方式获得了快速发展。2003年制定了最初的治理模式（教会章程的雏形），并选立了第一届长老两位。至2005年，教会已有团契12-13个，参加主日崇拜人数达300人。
2005年，守望教会决定向政府进行登记为具有法人资格的宗教团体，教会随即开展各项筹备工作，在教会同工会层面通过了关于登记的说明——《我们为什么要登记》。同年在教会同工会层面通过《基督教北京守望教会章程》，开始在教会中实行，并提出买房建堂事宜。2005年12月，教会受到北京海淀区宗教与公安多个部门的第一次冲击。
2006年，“守望”名字正式出台、信约通过、建立统一的专项事工部门，并正式实施新的教会信约、章程。教会向北京海淀区民族宗教侨务办公室递交了“基督教北京守望教会筹备及成立申请材料”，海淀区民宗侨办公室出具了 《审批事项申请材料收件凭证》，及《行政审批事项受理通知书》。随后海淀区民宗侨办公室出具了《审查意见》，以北京守望教会“拟任牧师未经依法登记的市宗教团体认定，没有与本社团业务活动相适应的专职工作人员”为由，“不同意该申请”，并建议与海淀区基督教三自爱国运动委员会联系、接洽。北京守望教会召开发起人大会，通报了申请结果，并向大会建议就海淀区民宗侨办公室的审查意见进行行政复议。教会随即向北京市宗教局递交了《行政复议申请书》，就海淀区民宗侨办公室的审查意见提出申诉。北京市宗教局向北京守望教会出具了《行政复议决定书》，“维持北京市海淀区民族宗教侨务办公室所作的原具体行政行为”。
2007年，第二届长老选举完毕，第二届治理委员会成立，教会年度事工计划、预算制度及审计制度开始实施，教会期刊《杏花》创刊，教会统一祷告会开始，教会通讯发刊。北京守望教会向国家宗教事务局递交《基督教北京守望教会关于教会登记的意见》，尚未得到国家宗教局的回复。至此，北京守望教会的申请登记过程告一段落。
2008年，全教会各团契的合并转型过程正式完成。新的教会纪律实施。金天明牧师首次于新年祷告会上在教会提出建堂异象，并推动祷告，教会成立“建堂筹备小组”。5月11日，借着整顿奥运会前的安全，北京海淀区宗教与公安多个部门冲击了守望的主日聚会，试图取消教会在那里的聚会。11月，建堂筹备小组起草并通过了“北京守望教会建堂方案（草案）”，月底正式提交治理委员会。
2009年，治理委员会通过了“建堂方案”。确定建堂的主要目标为“在大中关村地区，建堂1500平方米，启动后3个月内收集奉献1000万，2009年底实现购房”，守望教会同工会与会友代表大会相继通过治理委员会提出的建堂方案。2009年12月15日购房签约成功。所购房产面积约1500平方米，总价2700万元；12月16日，教会成功首付1500万元。当日治理委员会召开小组长会议，宣布建堂购房目标按时实现；12月24日，按合同约定，业主应于本日交房。但由于政府阻挠，业主违约，并表示不能按时交房，建堂陷于停滞状态。
2010年，新的教会章程实施，并依此完成第三届长老选举，第一次进行了牧师的印证，第一次举行了执事选举，组成新章程下的同工会及会友大会。3月31日，为建堂方案规划的最后日期，但教会仍未能进入新堂；7月26日，开发商正式约见天明牧师，提出解约。此后直至年底，教会建堂进入更进一步的胶着状态，至今没有进展。同年国庆前夕，政府强行让华杰大厦业主解除与守望教会的租赁合同。11月1日，守望教会在海淀公园东门外举行首次户外主日崇拜。11月2日，守望教会发布《北京守望教会告会众书》，解释迫不得已选择户外聚会的原因。2009年11月8日，守望教会再次在海淀公园东门外举行户外主日崇拜。2009年11月13日，经过3天艰难讨论，治理委员会决定自11月15日起再次回到室内进行主日聚会，并随时租赁临时场地。15日，教会在动漫剧场聚会。2009年11月政府口头承诺守望教会回到临时室内聚会场所，守望教会先后在若干个室内场所进行主日崇拜。2010年10月，守望教会部分同工与北京教会其他同工，欲参加开普敦洛桑会议，在北京首都机场被政府有关部门拦截。
2010年5月至2011年3月，守望教会三次租赁新主日崇拜场所，皆受政府阻挠而未果。2011年3月27日，守望教会发布《北京守望教会告会众书》，称教会只能再次做一个别无选择的选择——到户外敬拜聚会。4—7月份，北京教牧联祷会共发布十封代祷信；众教会为守望教会及政府祷告。2011年4月10日，守望教会第一次户外崇拜。共计169人被警察带走，更多人被软禁在家。4月14日，守望教会发布《就户外敬拜的再次说明》。该声明回顾几年来的守望与政府的关系，说明户外敬拜只是出于主日敬拜的原因，而与其他政治性事件没有关系。5月4日，北京教牧联祷会发布第六封代祷信，北京、上海、成都等城市的43间家庭教会参与。5月12日，北京守望教会发布《就本教会信教公民被侵权问题》，以响应信徒因参加户外崇拜而被辞去工作、被搬家及被遣返原籍的事件。5月13日，全国有20间家庭教会的牧师联合公布《我们是为了信仰——为政教冲突致全国人大的公民请愿书》，呼吁全国人大根据《宪法》对北京市打压守望教会户外崇拜事件进行独立调查。5月，守望教会四位同工（含牧师、传道与执事）辞去守望教会会友与同工职分。2011年4月10—10月16日，守望教会共进行28个户外主日崇拜，教会主要同工被非法软禁在家，从4月直到今日。海外多家媒体报导守望教会户外崇拜事件，并海内外机构举办了多个关于守望教会的研讨会。
2011年后，守望教会仍坚持信仰活动。截至2022年8月，教会已举办了600多场户外敬拜；教会的主要成员分成小组，回到教会初期信徒家中敬拜的状态。教会至今继续发布主日报告事项，安排聚会活动。

## 爭論
守望教会坚持在政府现行宗教管理制度之外聚会的行为，尤其是举行户外敬拜的行为，引起了很大的争议。许多基督徒和基督教团体，以及新闻舆论，认为这是坚持信仰抗争的正义举动。中国政府则视守望教会的宗教活动为非法集会，其户外聚会更是被视为企图让宗教问题政治化的举动。中国官媒《环球时报》发表评论称守望教会应避免使自己政治化。中国的政府领导下的基督教组织——中国基督教三自爱国运动委员会副主席徐晓鸿则称守望教会的行为是“挟洋自重”，造成了很坏的影响。北京守望教会则回应称，政府从未宣布教会为非法，教会的存在并未违背中国现行法律，举行户外敬拜完全是因为由于政府打压导致无法找到室内聚会场所，并没有任何政治目的。

## 向政府登记
北京守望教会是第一个尝试在三自爱国教会体系之外向中国政府宗教管理部门登记，谋求合法地位的中大型城市家庭教会。
守望教会称，向政府登记是神的带领，是为了在社会中谋求更大的活动空间，以便更好地向社会见证神，担负起神赋予的社会责任。
《中国家庭教会史》作者王怡牧师认为，守望教会尝试登记标志着21世纪初城市新兴教会作为中国家庭教会中一股新力量的崛起，通过其独有的途径向政府的宗教管理制度发起了新的挑战。守望教会登记的彻底失败，以及教会其后的聚会遭到政府冲击，则显示政府宗教管理制度在短期内不可撼动，并预示着家庭教会又一个低谷期的开始，启示家庭教会必须继续在无合法地位的情况下坚持信仰，甘于像基督一样受苦，走“十字架道路”。

## 延伸阅读
- 從破題到解題：守望教會事件與中國政教關係芻議 （楊鳳崗）（页面存档备份，存于）